# Bakar
Bakar je mestece in pristanišče v Hrvaškem Primorju. Leži ob glavni cesti Reka - Dubrovnik. Mestece v katerem živi 1187 prebivalcev (leta 2021; v zgodovini občasno tudi preko 2000), je središče mestne občine (hrv. Grad Bakar), ki šteje okoli 7.500 prebivalcev, največje naselje v njej je Hreljin, čez 1000 prebivalcev imata še Škrljevo in Krasica) zgrajeno amfiteatralno na severozahodnem delu 4,6 km dolgega Bakarskega zaliva, medtem ko na nasprotni strani zaliva leži Bakarac, ki spada pod mesto Kraljevica. Z železniško progo zgrajeno 1931 je preko Škrljevega povezan z glavno progo Reka - Zagreb. 
V rimski dobi je na mestu današnjega naselja stalo mesto Volcera. Pri arheoloških izkopavanjih leta 1800 so na lokaciji Trga odkrili nekropolo iz prve polovice 2. stoletja. V srednjem veku je bil Bakar pomembno mesto in upravno središče (občina). Začetki pomorstva in trgovine segajo v 15. stoletje, ko so Frankopani postavili več skladišč in pričeli trgovati preko morja predvsem z železom, volno, lanom, voskom in soljo.
V času uskoških vojn so Benečani blokirali Bakarsko pristanišče. Zato je v tistem času trgovina močno usahnila, kar je trajalo vse do 17. stoletja, ko je ponovno oživela predvsem z izvozom železa. V času cesarja Karla VI. se je Bakarsko pristanišče povečalo in lahko sprejelo največje ladje tistega časa. Leta 1777 je Marija Terezija razglasila Bakar za svobodno pristanišče. S tem aktom so bili postavljeni temelji velikanskemu razcvetu pomorstva in ladjedelništva. V obdobju Ilirskih provinc je pomorska dejavnost ponovno usahnila, ko pa je Bakar 1822 ponovno prišel v last hrvaškega bana je mesto doživelo največji razcvet. Ladjedelnica Mate Martljana je v letih 1850 do 1883 zgradila 60 tovornih jadrnic dolge plovbe, ostali graditelji pa še 32 jadrnic s skupno tonažo 12.000 BRT. Leta 1856 so lastniki ladij iz Bakra imeli v lasti 22 jadrnic s skupno tonažo 8320 BRT.
Stari del mesta Grad je ohranil srednjeveško urbano strukturo z ozkimi ulicami in slikovito arhitekturo. Na najvišji točki mesta stoji Kaštel, zgrajen v prvi pol. 16. stoletja, kot obrambni objekt. Na enem od stolpov je napis v glagolici iz leta 1530.
Kaštel je postopno dobival rezidencialno funkcijo, zato so ga 1830 preuredili v palačo. Pod Kaštelom stoji župnijska cerkev sv. Andrija, zgrajena 1830 na mestu starejše cerkve porušene v potresu 1750. V arhitekturnem smislu izstopa še nekaj Drugih zgradb: plovanija (zgrajena 1514), hospic (1526), nadškofija s starim grbom (1494), ter turska in rimska kuća.
Mestni muzej hrani številne arheološke zbirke, arhiv kulturno-zgodovinskega materiala, več starih umetniških slik in drugo.
V bivši zgradbi mestnega magistrata je celica v kateri je bil zaprt bivši predsednik Jugoslavije Josip Broz Tito.
Med Drugo svetovno vojno je bilo v Bakru italijansko koncentracijsko taborišče, kjer so bili internirani prebivalci Ljubljanske pokrajine, pa tudi Hrvati in Srbi, največ hkrati je bilo v njem 893 internirancev.

## Demografija
| naselje     | prebivalstvo 2011 |
| Bakar       | 1,473             |
| Hreljin     | 2,206             |
| Krasica     | 1,353             |
| Kukuljanovo | 905               |
| Plosna      | 44                |
| Ponikve     | 45                |
| Praputnjak  | 593               |
| Škrljevo    | 1,344             |
| Zlobin      | 316               |

| Pregled števila prebivalcev Bakra po letih | Pregled števila prebivalcev Bakra po letih | Pregled števila prebivalcev Bakra po letih | Pregled števila prebivalcev Bakra po letih | Pregled števila prebivalcev Bakra po letih | Pregled števila prebivalcev Bakra po letih | Pregled števila prebivalcev Bakra po letih | Pregled števila prebivalcev Bakra po letih | Pregled števila prebivalcev Bakra po letih | Pregled števila prebivalcev Bakra po letih | Pregled števila prebivalcev Bakra po letih | Pregled števila prebivalcev Bakra po letih | Pregled števila prebivalcev Bakra po letih | Pregled števila prebivalcev Bakra po letih | Pregled števila prebivalcev Bakra po letih |      |      |
| ------------------------------------------ | ------------------------------------------ | ------------------------------------------ | ------------------------------------------ | ------------------------------------------ | ------------------------------------------ | ------------------------------------------ | ------------------------------------------ | ------------------------------------------ | ------------------------------------------ | ------------------------------------------ | ------------------------------------------ | ------------------------------------------ | ------------------------------------------ | ------------------------------------------ | ---- | ---- |
| 1857                                       | 1869                                       | 1880                                       | 1890                                       | 1900                                       | 1910                                       | 1921                                       | 1931                                       | 1948                                       | 1953                                       | 1961                                       | 1971                                       | 1981                                       | 1991                                       | 2001                                       | 2011 | 2021 |
| 2169                                       | 1900                                       | 1818                                       | 1765                                       | 1870                                       | 2092                                       | 2408                                       | 1829                                       | 1458                                       | 1657                                       | 1991                                       | 2097                                       | 1609                                       | 1642                                       | 1566                                       | 1473 | 1187 |

## Galerija
- Bakar
- Pogled iz Bakra proti jugu (Bakarski zaliv)